# Rauna Grande
Rauna Grande o Rava (in croato: Ravan) è un isolotto disabitato della Croazia, situato lungo la costa dalmata settentrionale. Si trova a sud-ovest di Sebenico e fa parte dell'omonimo arcipelago. Assieme a un piccolo scoglio adiacente, erano anche chiamati scogli Rava. Amministrativamente appartiene alla città di Sebenico, nella regione di Sebenico e Tenin.

## Geografia
Rauna Grande si trova nel canale di Zuri (Žirjanski kanal), il tratto di mare che divide l'omonima isola da quella di Cacan, a sud degli isolotti dei Sorci. La distanza da Sorcio Grande è di circa 820 m. Si trova inoltre 1,6 km a sud-est di punta Lemes o Lemene (rt Lemeš), l'estremità sud-est dell'isola di Capri.
L'isolotto si assottiglia al centro in un istmo che lo divide in due parti; ha una superficie di 0,106 km², uno sviluppo costiero di 1,65 km e un'altezza di 21 m. A ovest ha un piccolo faro di segnalazione.

## Isole adiacenti
- Rauna Piccolo[13], Secca Rava[4][5] o secca Mala Rava[6] (Ravna Sika), piccolo scoglio 200 m a est di Rauna Grande; ha un'area di 1710 m²[7] 43°39′39″N 15°44′49″E.
- Blitvanizza[4][5] (Politrenica), piccolo scoglio 390 m[2] circa a nord-ovest di Rauna Grande; ha un'area di 2926 m²[7] 43°39′44″N 15°43′57″E.
- Isolotti dei Sorci (Mišjak Veli e Mišjak Mali), a nord.
- Isolotto delle Lucertole[9], Gusteranche[5][14] o scoglio Gusteraski[6] (Gušteranski); piccolo isolotto a circa 630 m dalla costa[2] di Zuri, di fronte a val Prisliga[9]; ha una superficie di 0,024 km²[1], uno sviluppo costiero di 0,59 km[1] e un'altezza di 22 m[2] 43°38′46″N 15°42′48″E.
- Gerbosniac (Hrbošnjak), a nord di punta Rassoghe.

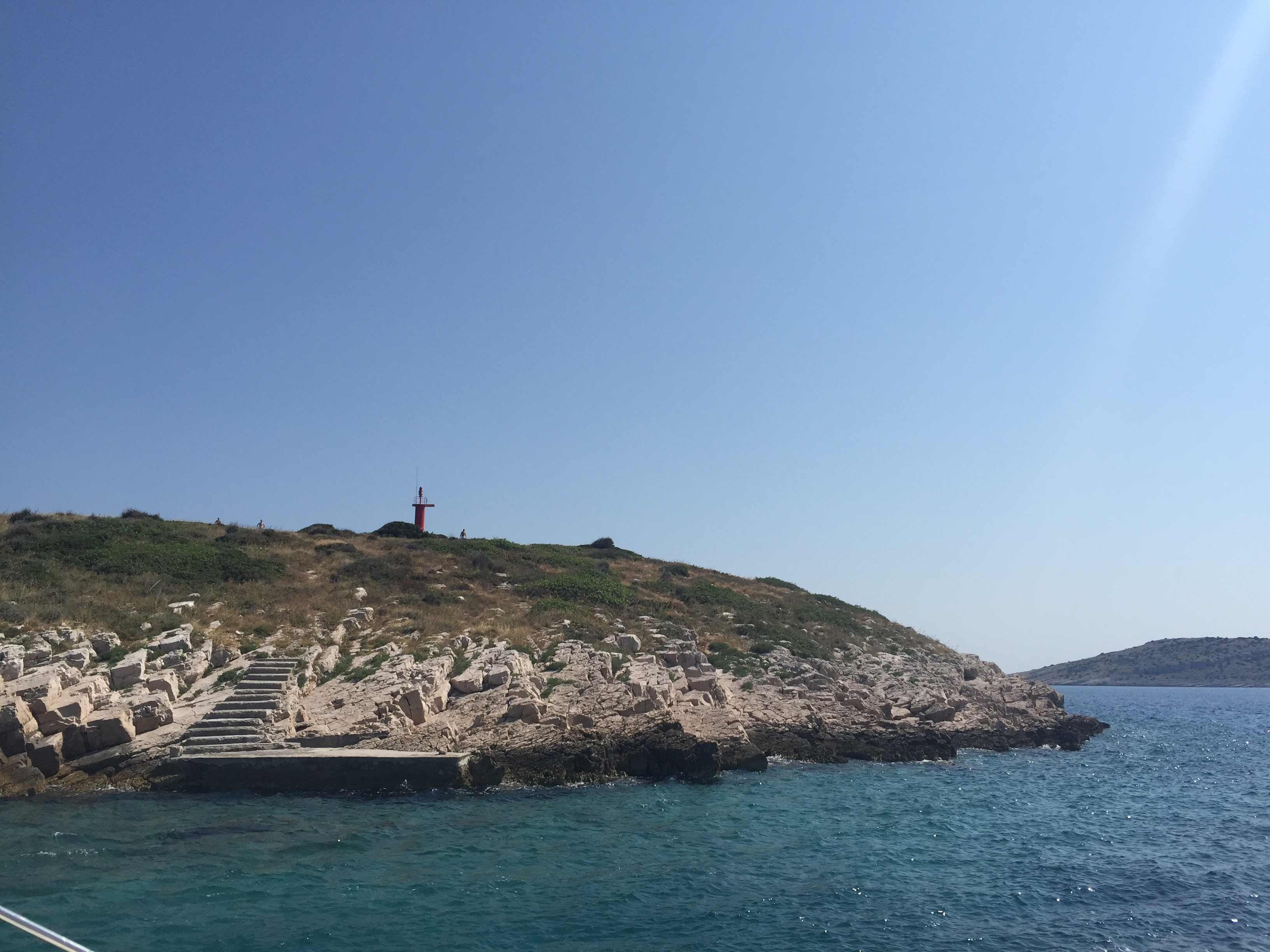
L'isolotto Gerbosniac

### Cartografia
- (HR) Mappa topografica della Croazia 1:25000, su preglednik.arkod.hr. URL consultato il 2 ottobre 2017.
- G. Giani, Carta prospettiva delle Comuni censuarie della Dalmazia, foglio 6, 1839. Fondo Miscellanea cartografica catastale, Archivio di Stato di Trieste.
- Carta di cabottaggio del mare Adriatico, foglio VII, Milano, Istituto geografico militare, 1822-1824. URL consultato il 22 dicembre 2016 (archiviato dall'url originale il 13 aprile 2013).